# SŽD-Baureihe ВЛ86Ф
Die SŽD-Baureihe ВЛ86Ф (deutsche Transkription WL86F) der Sowjetischen Eisenbahnen (SŽD) war eine zwölfachsige Güterzug-Elektrolokomotive. Sie wurde aus der ВЛ85 entwickelt, der Unterschied zu dieser Lokomotive war die Ausrüstung mit Drehstromantriebstechnik für entsprechende Fahrmotoren. Das zeigte auch der Index Ф (F) in der Bezeichnung, was auf Fasen-Stromübertragung hinweisen sollte. Sie galt über viele Jahre als leistungsstärkste Lokomotive der Welt. Gebaut wurde sie 1985 in nur einem Exemplar und für den Versuchsbetrieb verwendet. Gründe für die nicht erfolgte Serienfertigung waren verschiedene technische Ursachen und die schwierige ökonomische Lage in der damaligen UdSSR. Mit dem Erscheinen der RŽD-Baureihe 4ЭС5К wurde die Maschine ausgemustert.

## Vorgeschichte
Der erste sowjetische Versuch einer Anwendung von Lokomotiven mit Drehstromantriebstechnik wurde schon in den 1960er Jahren unternommen. 1967 lieferte die Elektrolokomotivenfabrik Nowotscherkassk die Versuchslokomotive WL80.238 aus, bei der an einer ihrer Sektionen ein Modell mit achtpolighen Drehstromfahrmotoren der Benennung ЭТА-1200 (ETA-1200) mit einer Leistung von 1.200 kW je Motor ausgerüstet wurden. Die Sektion besaß stufenförmige Hochspannungsregulierung der Spannung. Die Stromübertragung geschah über einen Wechselstromwandler mit Gleichrichter und einem dreiphasigen Wechselrichter für die Erzeugung des Drehstrom an die Fahrmotoren. Der Bau und verschiedene Überprüfungen offenbarten verschiedene Mängel. 1971 wurde mit der WL80A.751 eine Lokomotive mit Drehstromfahrmotoren ausgeliefert. Im mechanischen Teil bestand die Lokomotive aus Komponenten der WL80 mit Ausnahme der Drehstromfahrmotoren mit der Bezeichnung НБ-602 (NB-602) und einer Leistung von 1.200 kW je Fahrmotor. Im Vergleich mit der Modellsektion wurde bei dieser Lokomotive die Ausgangsspannung nicht stufenförmig geregelt. Die Wandlung des Wechselstrom in Gleichstrom wurde wie bei der Modellsektion durchgeführt, Unvollkommen war zu der Zeit noch die Umwandlung danach in Drehstrom für die Fahrmotoren.

## Schaffung der neuen Lokomotive ВЛ86Ф
Zum Anfang der 1980er Jahre gab es bei der Schaffung von Elektrolokomotiven durch die Halbleiterindustrie ganz andere Möglichkeiten für die Stromübertragung. Zu der Zeit waren bei der Elektrolokomotive ВЛ80P schon elektronische Wandler eingesetzt und brachten positive Ergebnisse aus dem Betrieb. Daraufhin wurde bei der Elektrolokomotivenfabrik Nowotscherkassk erneut die Produktion von Lokomotiven mit Drehstromantriebstechnik aufgenommen. Anfangs geschah die Projektierung in zwei Varianten einer 12-achsigen Elektrolokomotive. Bald einigte man sich auf eine Arbeitsprojektierung, bei der die Stromübertragung über die Gleichrichtung des Stromes aus dem Kontaktnetz wie bisher ausgeführt wurde, die Umwandlung von dem Gleichstrom in den Drehstrom der Fahrmotoren wurde ersetzt durch einen Vierquadrantensteller. Die Ausführung wurde ähnlich den Lokomotiven der Reihe 120 der DB unternommen. Die Herstellung dieses Vierquadrantenstellers und die weitere elektrische Ausrüstung wurde bei der finnischen Firma Oy Strömberg AB vorgenommen, mit der die Elektrolokomotivenfabrik Nowotscherkassk schon die VR-Baureihe Sr1 der Finnischen Staatsbahn zusammen produzierte. Ende 1985 wurde die Herstellung der neuen Elektrolokomotive vollendet, sie erhielt die Bezeichnung ВЛ86Ф.001.

## Schicksal der Lokomotive

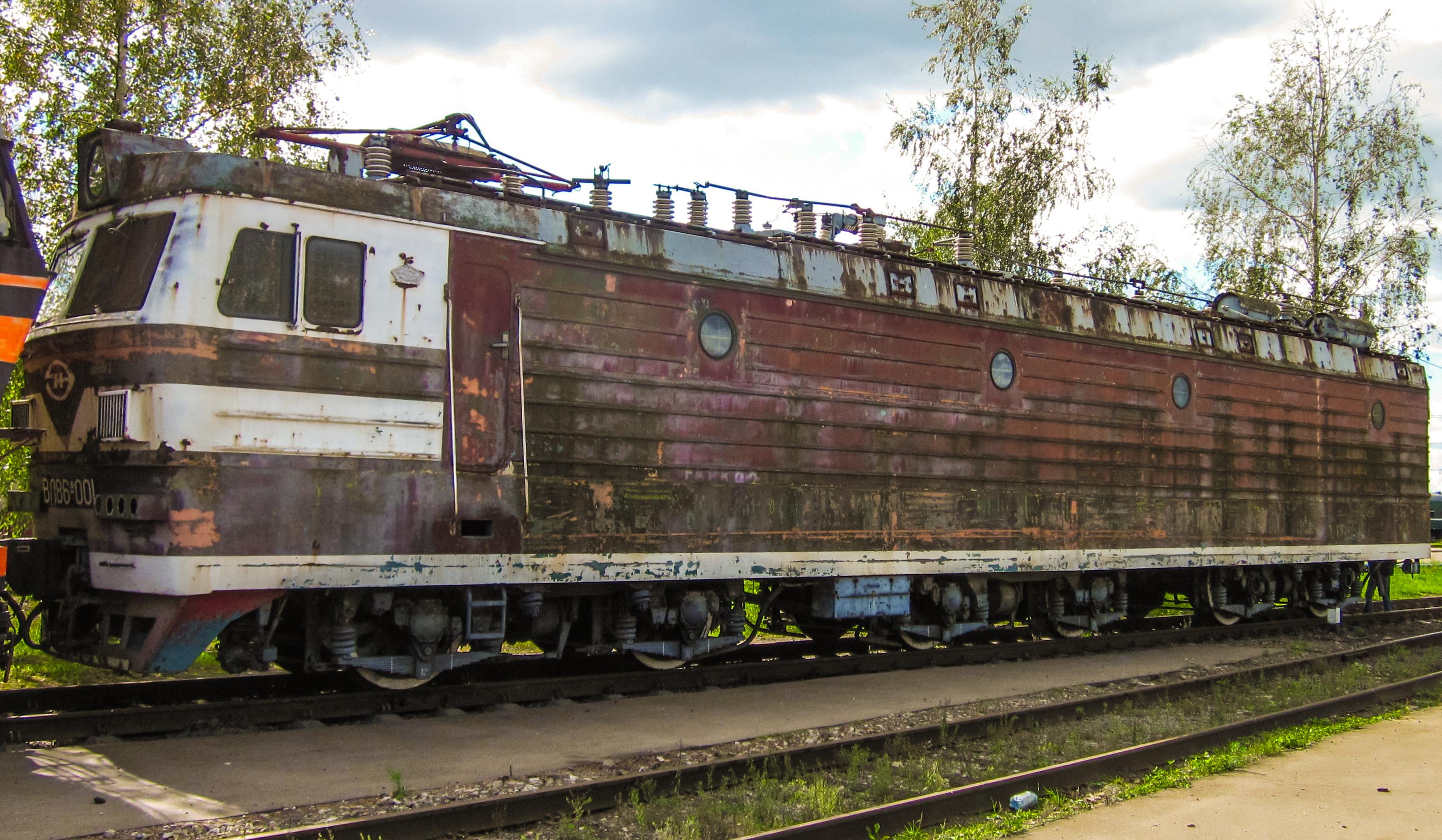
WL86^{F}.001, Sektion B (Status für 2012)

Besonders durch die schwierige finanzielle Lage der damaligen SŽD und einiger weiterer Ursachen kam es nach der Auslieferung der Lokomotive zu keiner Serienproduktion, die Maschine blieb Versuchslokomotive für die Drehstromantriebstechnik und wurde auf dem Gleisring in Schtscherbinka eingesetzt. Dort blieb die Lokomotive etwa 30 Jahre lang beheimatet. Sektion A wurde im Jahr 2013 in das Werk zurückgebracht und verschrottet, die Sektion B blieb in Schtscherbinka und wurde 2019 verschrottet.

## Liste von Lokomotivgiganten
- SŽD-Baureihe ВЛ85 – diese zwölfachsige Zweisektionslokomotive für Wechselstrom mit einer Stundenleistung bis 10.020 kW steht für die leistungsfähigste Elektrolokomotive der Welt mit Massenfertigung.
- MTAB IORE der LKAB Malmtrafik AB ist ebenso eine zwölfachsige Zweisektions-Güterzug-Elektrolokomotive mit einer Stundenleistung von 10.800 kW, diese Lokomotive besitzt jedoch dreiachsige Drehgestelle.
- RŽD-Baureihe 4ЭC5К – diese sechzehnachsige Viersektionslokomotive für Wechselstrom ist mit einer Stundenleistung von 13.120 kW die derzeit leistungsstärkste Lokomotive der Welt.